# Spondylidinae
Gli Spondylidinae Audinet-Serville, 1832, sono una piccola sottofamiglia di coleotteri cerambicidi, che comprende poco più di un centinaio di specie, diffuse soprattutto nelle foreste di conifere dell'emisfero boreale.

Poche specie hanno colonizzato le foreste di conifere di aree tropicali e subtropicali (Messico, Cuba), mentre pochissimi generi (Zamium) sono presenti nell'Africa australe e in Madagascar (Masatopus).

## Morfologia

### Adulto
Gli Spondylidinae sono insetti di aspetto cerambicoide, generalmente più o meno appiattiti, di colore scuro, capo obliquo e antenne scarsamente sviluppate.

Il dimorfismo sessuale è scarsamente sviluppato.

A differenza dei Cerambycinae, presentano tuttavia l'area stridulatoria divisa.

### Larva
Le larve sono completamente differenti da quelle dei Cerambycinae e simili per molti aspetti a quelle dei Lepturinae, essendo dotate di capo tondeggiante, labbro superiore largo.

Sono inoltre tipicamente caratterizzate da due spine appaiate sull'ultimo segmento addominale.

## Biologia

### Adulto
Gli Spondylidinae sono quasi tutti notturni o crepuscolari. Soltanto il genere Tetropium, dotato di occhi finemente faccettati, ha abitudini diurne.

Gli adulti frequentano i tronchi delle piante ospiti, rifugiandosi sotto le cortecce o i tronchi stessi, nei periodi di inattività.

### Larva
Ad eccezione di alcuni Saphanini (Saphanus, Drymochares) e degli Anisarthronini, la larva della maggioranza delle specie attacca il legno delle conifere.

## Sistematica

### Storia
Gli Spondylidinae hanno avuto una storia sistematica travagliata e non ancora accettata completamente da tutti gli specialisti.

Già nel 1897 Xambeu aveva unito i generi Spondylis, Asemum, Chriocephalus e Tetropium negli Spondyliens, in base alla morfologia larvale. Tale classificazione non era stata tuttavia accettata da nessun entomologo contemporaneo, poiché Spondylis appariva invece imparentato coi Prioninae attraverso Parandra. La maggior parte dei generi era allora inclusa nella sottofamiglia Aseminae.

Lo studio della morfologia alare aveva confermato la concezione di Xambeu, ma ancora alla fine del XX secolo (e anche in certe faune contemporanee), gli Spondylidini erano considerati una sottofamiglia separata.

Soltanto dal 1987, dopo ulteriori studi sulla morfologia larvale, si cominciò a parlare chiaramente di errore sistematico nel considerare gli Spondylidini come sottofamiglia separata.

Gli Spondylidini - la cui larva è indistinguibile da quella degli Aseminae - risultano infatti essere semplicemente degli Asemini fortemente evoluti secondo lo stesso schema adottato da molti Prioninae lucaniformi e dai Vesperidae del genere amazzonico Migdolus.

### Classificazione attuale
Gli Spondylidinae (il cui nome gode di priorità su Aseminae) comprendono cinque tribù:
- Anisarthrini Mamaev & Danilevsky, 1973
- Asemini Thomson, 1861
- Atimiini LeConte, 1873
- Saphanini Gistel, 1848
- Spondylidini Audinet-Serville, 1832

### Specie italiane

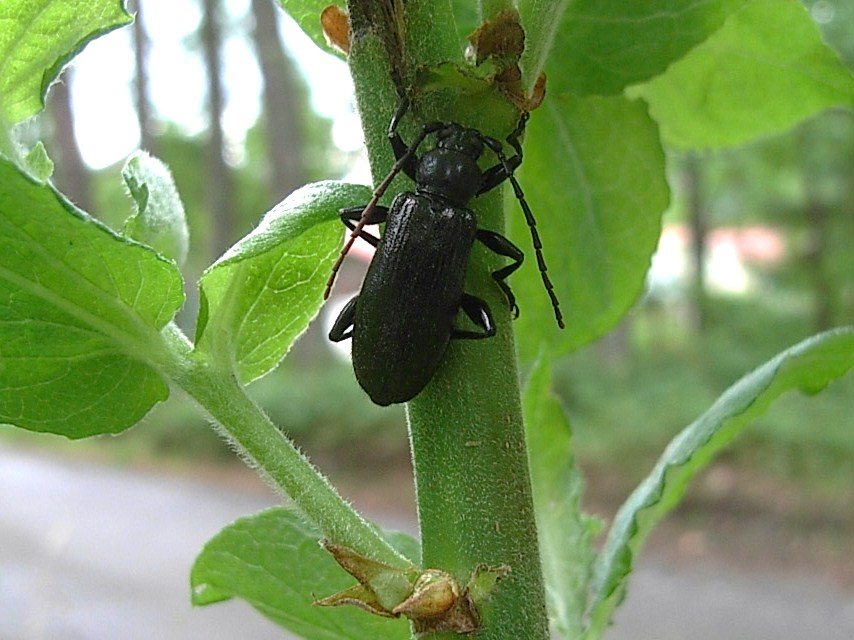
Saphanus piceus (Laicharting, 1784) ♀

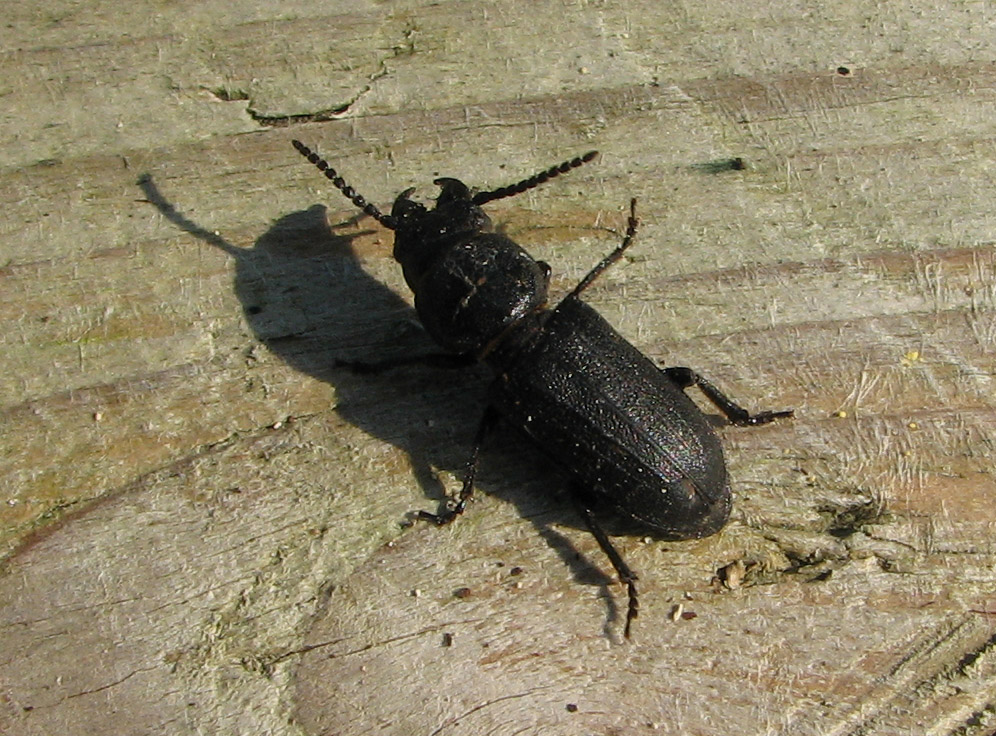
Spondylis buprestoides (Linnaeus, 1758) ♂

- Saphanini Gistel, 1856
  - Oxypleurus Mulsant, 1839
    - Oxypleurus nodieri Mulsant, 1839

  - Saphanus Audinet-Serville, 1834
    - Saphanus piceus Laicharting, 1784

  - Drymochares Mulsant, 1847
    - Drymochares truquii Mulsant, 1847

  - Alocerus Mulsant, 1862
    - Alocerus moesiacus Frivaldszky, 1838

  - Schurmannia Sama, 1979
    - Schurmannia sicula Sama, 1979
- Asemini Thomson, 1860
  - Arhopalus Audinet-Serville, 1834
    - Arhopalus ferus Mulsant, 1839)
    - Arhopalus rusticus Linnaeus, 1758
    - Arhopalus syriacus Reitter, 1895

  - Nothorhina Redtenbacher, 1845
    - Nothorhina punctata Fabricius, 1798

  - Asemum Eschscholtz, 1830
    - Asemum striatum Linnaeus, 1758)
    - Asemum tenuicorne Kraatz, 1879

  - Tetropium Kirby, 1837
    - Tetropium castaneum Linnaeus, 1758
    - Tetropium fuscum Fabricius, 1787
    - Tetropium gabrieli Weise, 1905

- Anisarthrini Anisarthrini Mamaev & Danilevsky, 1973
  - Anisarthron Dejean, 1835
    - Anisarthron barbipes Schrank, 1781
- Spondylidini Serville, 1832
  - Spondylis Fabricius, 1775
    - Spondylis buprestoides Linnaeus, 1758